# 強·沃特
強納森·文森·“強”·沃特（1938年12月29日—），美國演技派演員，動作片演員。多演反派角色，三次入圍提名美國奧斯卡最佳男主角獎且得獎一次；近年以《不可能的任務》裡狡滑的反派特工頭子再度贏得注視。其女兒安潔莉娜·裘莉也為著名影星。

## 生涯
強·沃特在1961年初上演的歌舞劇《O Oysters》中開始非百老匯職業生涯。1961年秋天，他首次登上百老匯舞台，在《真善美》中飾演羅爾夫。1960年代初，沃伊特開始在電視上工作，在1963年至1968年間出演了《荒野大鏢客》，並於1963年在《裸城》和《捍衛者聯盟》中擔任客串演員，在1966 年的《十二點鐘放學》和《馬騰》（1968年）中擔任飛天的演員。
強·沃特在亞瑟·米勒的《橋上一瞥》（A View from the Bridge）中飾演羅道夫。直到1967年，強·沃特才首次亮相電影界，當時他出演菲利普·考夫曼諷刺片《無畏的弗蘭克》。1967 年，他還在資深導演約翰·斯特吉斯（John Sturges）執導的西部片《槍聲時刻》中扮演了一個小角色。1968年，他在導演保羅·威廉斯（Paul Williams）的《Out of It》中扮演一個角色。
1968年，強·沃特演出開創性電影《午夜牛郎》（1969年），這部電影成就了他的演藝事業。他扮演的是喬·巴克（Joe Buck），一個來自德克薩斯州、在紐約流浪的騙子。他接受達斯汀·霍夫曼飾演的拉索·里佐（Ratso Rizzo）的指導，拉索里佐是一名患有肺結核的小偷。這部電影探討1960年代後期的紐約以及兩個主角之間深刻的友誼發展。《午夜牛郎》由約翰·施萊辛格執導，改編自詹姆斯·利奧·赫利希的小說，引起了評論家和觀眾的共鳴。由於其備受爭議的主題，該片被評為X級，並成為唯一一部獲得奧斯卡最佳影片獎的X級影片，創造了歷史。強·沃特和霍夫曼都獲得了最佳男主角提名，但輸給了《大地驚雷》中的約翰·韋恩。
1970年，強·沃特演出麥克·尼可斯改編的《第二十二條軍規》，並與導演保羅·威廉姆斯再次合作，主演了《革命者》，扮演一位良心掙扎的左翼大學生。強·沃特接下來在1972年出演了電影《激流四勇士》，該片由約翰·鮑曼執導，劇本由詹姆斯·迪基改編，講述了美國荒野邊遠地區獨木舟旅行的故事。這部電影以及沃伊特、聯合主演伯特雷諾茲和尼德巴蒂的表演都獲得了評論界的一致好評，深受觀眾的喜愛。
1973年至1974年間，沃伊特還在紐約州水牛城Studio Arena 劇院出演了田納西·威廉斯劇作《慾望街車》，飾演斯坦利·科瓦爾斯基。

## 政治傾向
強·沃特支持共和黨，曾表態支持約翰·麥凱恩及米特·羅姆尼競選總統，也是第45任及第47任美國總統當勞·特朗普的忠實支持者。

## 電影
| 年份   | 片名                     | 角色                                                              | 備註 |
| ------ | ------------------------ | ----------------------------------------------------------------- | --- |
| 1969年 | 《午夜牛郎》             | Joe Buck                                                          | 金球獎最佳男新人 提名—奧斯卡最佳男主角獎 提名—金球獎最佳戲劇類電影男主角 提名—英國影藝學院電影獎英國本土傑出處女作                                                   |
| 1972年 | 《激流四勇士》           | Ed Gentry                                                         | 提名—金球獎最佳戲劇類電影男主角 |
| 1974年 | 《敖德薩檔案》           | Peter Miller                                                      | |
| 1978年 | 《歸返家園》             | Luke Martin                                                       | 奧斯卡最佳男主角獎 法國坎城影展影帝 |
| 1985年 | 《滅》                   | Oscar 'Manny' Manheim                                             | 金球獎最佳戲劇類電影男主角 提名—奧斯卡最佳男主角獎 |
| 1995年 | 《盜火線》               | 內特                                                              | |
| 1996年 | 《不可能的任務》         | 吉姆·費普斯                                                       | |
| 1997年 | 《大蟒蛇神出鬼沒》       | 保羅•薩榮                                                         | |
| 1998年 | 《全民公敵》             | 托馬斯·雷諾茲                                                     | |
| 2001年 | 《珍珠港》               | 美國總統 羅斯福                                                   | |
| 2001年 | 《古墓奇兵》             | 女主角劳拉·克罗夫特（安潔莉娜·裘莉飾演）的父親理查德·克罗夫特勋爵 | |
| 2001年 | 《威爾史密斯之叱吒風雲》 | Howard Cosell                                                     | 提名—奧斯卡最佳男配角獎 提名—金球獎最佳電影男配角 |
| 2003年 | 《別有洞天》             | 先生(Mr Sir)                                                      | |
| 2004年 | 《國家寶藏》             | 該片主角尼古拉斯·凯奇的父親Patrick Henry Gates                    | |
| 2006年 | 《光荣之路》             | Adolph Rupp                                                       | |
| 2007年 | 《九月黎明》             | Jacob Samuelson                                                   | 提名—金酸莓獎最差男配角 |
| 2007年 | 《變形金剛》             | 美國國防部長                                                      | 提名—金酸莓獎最差男配角 |
| 2007年 | 《校園小天后》           | Principal Dimly                                                   | 提名—金酸莓獎最差男配角 |
| 2007年 | 《國家寶藏：古籍秘辛》   | 該片主角尼古拉斯·凯奇的父親Patrick Henry Gates                    | 提名—金酸莓獎最差男配角 |
| 2008年 | 《非法警戒》             | Francis Tierney Sr.                                               | |
| 2008年 | 《大美國了沒?》          | 喬治·華盛頓                                                       | |
| 2013年 | 《清道夫》（電視劇）     | 米基·唐納文                                                       | 金球獎電視劇、迷你影集與電影電視最佳男配角 提名—影評人票選電視獎劇情類最佳男配角 提名—衛星獎電視劇、連續短劇與電視電影最佳男配角 提名—黃金時段艾美獎劇情類最佳男配角 |
| 2013年 | 《死路十條》             | 神祕的聲音                                                        | |
| 2013年 | 《黑暗王子德古拉》       | Leonardo Van Helsing                                              | |
| 2015年 | 《橄欖球傳奇》           | 教練Paul "Bear" Bryant                                            | |
| 2016年 | 《怪獸與牠們的產地》     | 報業大亨Henry Shaw,Sr.                                            | |

## 扩展阅读
- Potton, Ed. . The Times (London). 2007-09-22.

## 外部連結
- 強·沃特在互联网电影资料库（IMDb）上的資料（英文）
- 互聯網百老匯資料庫（IBDB）上強·沃特的資料（英文）
- 互联网外百老汇数据库（IOBDB）上強·沃特的資料（英文）
- 在AllMovie上強·沃特的頁面（英文）